# 格斗力量2
《格斗力量2》是一款由Core Design制作、Eidos发行的清版动作游戏。游戏于1999年11月在PlayStation发行。后移植至Dreamcast。
《格斗力量2》是《格斗力量》的续作。
与前作《格斗力量》类似。《格斗力量2》没有获得成功。从众多知名评论出版商上获得较低评价。